# Jiāo Qū
Jiāo Qū o distrito de Jiāo es una localidad de la ciudad-prefectura de Tongling en la provincia de Anhui, República Popular China, con una población censada en noviembre de 2010 de 72 301 habitantes.
Se encuentra situada en el centro-sur de la provincia, cerca del río Yangtsé.